# Amt Röbel-Müritz
Das Amt Röbel-Müritz erstreckt sich im Südwesten des Landkreises Mecklenburgische Seenplatte in Mecklenburg-Vorpommern (Deutschland). Mit 570 km² ist das Amt das flächengrößte in Mecklenburg-Vorpommern. Es grenzt im Westen an den Landkreis Ludwigslust-Parchim und im Süden an den brandenburgischen Landkreis Ostprignitz-Ruppin.

## Beschreibung
Im Amt Röbel-Müritz sind 18 Gemeinden und die Stadt Röbel/Müritz (Amtssitz) zur Erledigung ihrer Verwaltungsgeschäfte zusammengeschlossen. Das Amt wurde am 1. Januar 2005 aus den ehemaligen Ämtern Rechlin und Röbel-Land gebildet. Am 7. Juni 2009 wurde Kambs nach Bollewick eingemeindet, am 1. Januar 2010 Jaebetz nach Fincken. Zum 26. Mai 2019 fusionierten Ludorf und Vipperow zu Südmüritz sowie Grabow-Below, Massow, Wredenhagen und Zepkow zu Eldetal.
Landwirtschaft und Tourismus prägen das seenreiche Gebiet des Amtes, das im Osten einen Anteil am Müritz-Nationalpark hat. Der südliche Bereich der Müritz, des größten Sees in Norddeutschland, gehört ebenso zum Amtsbereich wie die Quellen der Flüsse Elde und Dosse. Das hügelige Land um Röbel erreicht maximal 120 m ü. NHN (nahe Leizen), während der Spiegel des Woterfitzsees (Gemarkung Rechlin) bei 59 m ü. NHN liegt.
Durch das Amtsgebiet führen die Bundesstraßen 192 von Malchow nach Waren (Müritz) und 198 von Plau am See nach Neustrelitz sowie die Bundesautobahn 19 von Berlin nach Rostock mit der Anschlussstelle Röbel (Müritz). Durch das Gebiet des Amtes Röbel-Müritz führten die Bahnstrecken Wittenberge–Strasburg und Ganzlin–Röbel, diese wurden aber bis auf den Abschnitt Ganzlin–Stuer der letztgenannten Bahnstrecke im Amtsgebiet abgebaut.

## Die Gemeinden mit ihren Ortsteilen
- Altenhof mit Darze
- Bollewick mit Kambs, Nätebow, Spitzkuhn und Wildkuhl
- Buchholz
- Bütow mit Dambeck, Erlenkamp und Karchow
- Eldetal mit Below, Evchensruh, Grabow, Massow, Mönchshof, Neukrug, Wredenhagen und Zepkow
- Fincken mit Dammwolde, Fichtental, Jaebetz, Käselin, Knüppeldamm und Marienhof
- Gotthun
- Groß Kelle
- Kieve
- Lärz mit Alt Gaarz, Gaarzer Mühle, Ichlim, Krümmel, Neu Gaarz und Troja
- Leizen mit Minzow und Woldzegarten
- Melz mit Augusthof, Friedrichshof und Karbow
- Priborn
- Rechlin mit Boek, Boeker Mühle, Kotzow, Retzow, Vietzen und Zartwitz
- Stadt Röbel/Müritz mit Marienfelde
- Schwarz mit Buschhof
- Sietow mit Hinrichsberg, Sietow Dorf und Zierzow
- Stuer mit Bad Stuer, Neu Stuer und Stuer Vorwerk
- Südmüritz mit Gneve, Ludorf, Solzow, Vipperow und Zielow

## Politik

### Wappen, Flagge, Dienstsiegel
Das Amt verfügt über kein amtlich genehmigtes Hoheitszeichen, weder Wappen noch Flagge. Als Dienstsiegel wird das kleine Landessiegel mit dem Wappenbild des Landesteils Mecklenburg geführt. Es zeigt einen hersehenden Stierkopf mit abgerissenem Halsfell und Krone und der Umschrift „AMT RÖBEL-MÜRITZ“.